# Кете Жусип Ешниязулы
Кете Жусип Ешниязулы (1871, Кармакшинский район, Кызылординская область — 1937) — казахский акын-импровизатор.
Его отец Ешнияз сал Жонелдикулы (1834—1902) — мастер айтыса, искусный исполнитель народных песен. В сборнике «1000 казахских песен» (Оренбург, 1925) А. Затаевич опубликовал 6 песен Ешнияза. Кете Жусип — автор эпических произведений: «Шахзада» (1911), «Непревзойденный охотник» (1915), «Девушка Зейпин» и других созданных на основе сюжетов восточных эпосов. В народе популярны айтысы Кете Жусипа с акынами Канлы Жусипом, Кулназаром, Шакей салом, девушке Ырысты, Калыш, в которых он выражает свои взгляды на литературу, историю, мораль. Им написаны поэмы «Барымта» (1923), «Откен заман» (1925) и др. Песни Кете Жусипа отличаются богатством образных средств, разнообразной тематикой и глубоким философским содержанием. Кете Жусип — автор музыки к своим песням.